# Hitachi 6309
Hitachi 6309 é um microprocessador fabricado pela Hitachi, análogo ao Motorola 6809. Teve as versões HD63B09, de 2 MHz, e a HD63C09, de 3 MHz.